# Masahiro Fukuda
Masahiro Fukuda (jap. 福田正博 Fukuda Masahiro; ur. 27 grudnia 1966 w Jokohamie) – japoński piłkarz, reprezentant kraju grający na pozycji napastnika.

## Kariera klubowa
Masahiro Fukuda zawodową karierę piłkarską rozpoczął w 1989 roku w klubie Mitsubishi Motors, który w 1992 zmienił nazwę na Urawa Red Diamonds. W Red Diamonds spędził całą karierę, którą zakończył w 2002 roku. W 1995 roku został królem strzelców J. League. W klubie z Saitamy rozegrał 287 meczów, w których strzelił 143 bramki.

## Kariera reprezentacyjna
Fukuda występował w reprezentacji Japonii w latach 1990–1995. W 1992 uczestniczył w Pucharze Azji, który zakończył się zwycięstwem Japonii. Na turnieju rozgrywanym w Japonii Fukuda wystąpił w czterech meczach z Koreą Północną, Iranem, Chinami (bramka) oraz w finale z Arabią Saudyjską.
W 1993 uczestniczył w eliminacjach Mistrzostw Świata 1994. W 1995 roku uczestniczył w drugiej edycji Pucharu Konfederacji. Na turnieju w Arabii Saudyjskiej wystąpił w obu przegranych meczach grupowych z Nigerią i Argentyną. W sumie w reprezentacji wystąpił w 45 spotkaniach, w których strzelił 9 bramek.

## Statystyki
| Reprezentacja Japonii | Reprezentacja Japonii | Reprezentacja Japonii |
| Rok                   | Mecze                 | Gole                  |
| --------------------- | --------------------- | --------------------- |
| 1990                  | 5                     | 0                     |
| 1991                  | 2                     | 0                     |
| 1992                  | 8                     | 3                     |
| 1993                  | 15                    | 3                     |
| 1994                  | 0                     | 0                     |
| 1995                  | 15                    | 3                     |
| Razem                 | 45                    | 9                     |